# Wolfgang Picken
Wolfgang Picken (* 28. Januar 1967 in Köln; † 27. Januar 2024 in Bonn) war ein deutscher römisch-katholischer Priester und von 2019 bis zu seinem Tod 2024 Pfarrer des Bonner Münsters sowie Bonner Stadtdechant.

## Leben
Wolfgang Picken studierte Katholische Theologie, Philosophie sowie Politik- und Sozialwissenschaften in Bonn, Rom und Köln. Während seiner Studien am römischen Collegium Germanicum et Hungaricum war er bereits journalistisch tätig und arbeitete unter anderem für Radio Vatikan. Nach einer Tätigkeit als Diakon an St. Servatius (Siegburg) wurde er 1993 im Kölner Dom vom damaligen Erzbischof von Köln Joachim Kardinal Meisner zum Priester geweiht. Er wurde Kaplan in der Pfarrei St. Nikolaus in Bensberg und anschließend in St. Joseph in Moitzfeld. 2004 promovierte er in Politikwissenschaften.
Im November 2004 wurde er Pfarrer der Gemeinde St. Andreas und Evergislus in Bonn-Bad Godesberg. 2008 wurde er zum Dechanten des Dekanats Bad Godesberg ernannt. 2012 wurde er zusätzlich zum Pfarrer von St. Marien im Burgviertel (unterhalb der Godesburg) ernannt. Nach der Zusammenlegung der Pfarreien im Rheinviertel, Burgviertel und Südviertel in einen Seelsorgebereich war er ab 2013 Pfarrer von ganz Bad Godesberg. Er verantwortete die Sanierung der Hildegardkirche.
2019 wurde er Stadtdechant von Bonn und Bonner Münsterpfarrer. In dieser Position verantwortete er die Generalsanierung dieser Basilika und moderierte seit 2019 den „Pastoralen Zukunftsweg“ (Bildung von fünf Sendungsräumen durch die Bonner Gemeinden), ein Pilotprojekt im Erzbistum Köln. 2023 erhielt er einen Lehrauftrag an der Philosophischen Fakultät der Universität Bonn.
Während der Generalsanierung des Münsters initiierte er 2021 eine Ausstellung mit dem Titel „Licht und Transparenz“ der Stiftung für Kunst und Kultur. Diese Ausstellung fand im noch unbestückten Bonner Münster statt und beinhaltete Werke namhafter Künstler wie Anthony Cragg und Gerhard Richter. Trotz der Renovierungsarbeiten war geplant, dass die Innenstadtkirche als Veranstaltungsort dient, beispielsweise für das Event „Literatur in den Häusern der Stadt“ und das Beethovenfest. Alle für 2024 geplanten Veranstaltungen sollen auch durchgeführt werden, darunter ein Konzert des Schumannfestes.
Auf seine Initiative ging die Neugründung von vier Klöstern zurück.
2005 war Picken an der Gründung der Bürgerstiftung Rheinviertel beteiligt, einer der größten Bürgerstiftungen bundesweit. Unter seiner Leitung als Vorstandsvorsitzender entwickelte sich die Bürgerstiftung zu einem Sozialunternehmen mit fast 70 hauptamtlichen Mitarbeiter und 1000 ehrenamtlichen Helfern. 2015 gründete er den „Runden Tisch Flüchtlingshilfe Bad Godesberg“. 2016 wird auf seine Initiative hin, auch wegen des Todes von Niklas P., vom Bonner Oberbürgermeister der „Runde Tisch Gewaltprävention“ ins Leben gerufen. 2018 war er Ideengeber für das überregionale Pilotprojekt „Partizipation und Demokratisierung“ zur Flüchtlingshilfe, das mit Bundes- und Landesministerien, der Stadt Bonn und der Otto-Benecke-Stiftung durchgeführt wird. Gleichzeitig führte er Planungen für ein Ausbildungsprogramm in Entwicklungsländern fort, welches gemäß deutschen und europäischen Standards in deutscher Sprache umgesetzt werden soll. Auf Wolfgang Picken gehen auch das Caritasportal als niederschwellige Erstanlaufstelle für Hilfe- und Ratsuchende, der „Suppenhimmel“ für einen kostenfreien Mittagstisch und der „Soziallotsenpunkt“ zurück.
Für sein soziales Engagement wurde er 2019 mit dem Verdienstorden der Bundesrepublik Deutschland durch Bundespräsident Frank-Walter Steinmeier ausgezeichnet.
Er starb am 27. Januar 2024 nach einer Krebserkrankung kurz vor seinem 57. Geburtstag. Das Pontifikalrequiem zelebrierte, wie bei Stadt- und Kreisdechanten üblich, am 3. Februar 2024 der Erzbischof von Köln, Rainer Maria Kardinal Woelki, die Predigt hielt der emeritierte Stadtdechant von Münster und frühere Pfarrer an St. Lamberti, Ludger Winner, ein Onkel des Verstorbenen.
Die von ihm strategisch weiterentwickelte Bonner Münster-Stiftung erhielt, wie von Wolfgang Picken statt Blumen und Kränzen gewünscht, nach der Trauerfeier Spenden in Höhe von 15.000 Euro.

## Positionen und Rezeption
Picken galt als Kritiker des Kölner Erzbischofs Rainer Maria Kardinal Woelki. Er wurde dem eher konservativ geprägten Spektrum zugeordnet. Anfang 2022 bekräftigte er das Anliegen der Initiative #OutInChurch und seine Solidarität und fand „klare Worte für den Umgang mit queeren Personen in Bonn. Sollten Menschen in der Bonner Kirche Erfahrungen von Diskriminierung wegen ihrer sexuellen Identität erleben, ermutige ich sie ausdrücklich, sich bei mir zu melden. Ich sage ihnen jetzt schon zu, dass ich mich an ihre Seite stellen werde“.
Im Februar 2023 legte er sein Mandat im Synodalen Weg nieder, dem er als Delegierter der diözesanen Priesterräte angehörte. Als Gründe nannte er im Interview eine fehlende offene Diskussion sowie ein zu leichtfertiges Aufgeben der Gemeinschaft mit der Weltkirche in den Gremien des Synodalen Wegs: „Mir ist wichtig, dass es Reformen in der katholischen Kirche gibt. Aber sie müssen in einer ausgewogenen Debatte stattfinden.“
Picken galt als bundesweit bekannt. Das Kölner Domradio bezeichnete ihn als „profiliertesten katholischen Geistlichen in Nordrhein-Westfalen“. Als Stadtdechant engagierte er sich in der Flüchtlingshilfe, er trat gegen Rassismus und für Inklusion und Kinderbetreuung ein. Besondere Kompetenz erwarb er sich als Sterbebegleiter.

## Auszeichnungen
- 2019: Verdienstorden der Bundesrepublik Deutschland (Verdienstkreuz am Bande) für seinen „Einsatz für das Gemeinwohl in Bonn, insbesondere die Bürgerstiftung Rheinviertel und zahlreiche weitere Initiativen, besonders im Bereich der Flüchtlingshilfe und der Gewaltprävention“[5]

## Stipendium
- Ab 2025 wird das Wolfgang-Picken-Stipendium an Promovierende der Katholischen Hochschule Nordrhein-Westfalen (katho) „vergeben, die in Themen der Gesundheitsversorgung, Bildung und Sozialen Arbeit wissenschaftlich arbeiten. Die Bürgerstiftung Rheinviertel stellt jährlich bis zu 10.000 Euro für die Stipendien bereit“.[15][16][17]

## Mitgliedschaften und Ehrenämter
- Wissenschaftlichen Beirat der Otto Benecke Stiftung
- Konferenz der Stadt- und Kreisdechanten des Erzbistums Köln
- Priesterrat des Erzbistums Köln
- Diözesanpastoralrat des Erzbistums Köln
- Caritasrat Bonn (Vorsitzender)
- Kuratorium der Bürgerstiftung Rheinviertel (Ehrenvorsitzender)
- Delegierter beim Synodalen Weg der Katholischen Kirche in Deutschland als einer der Vertreter der Diözesanen Priesterräte[18]
- Associate Fellow des Center for Advanced Security, Strategic and Integration Studies (CASSIS) der Universität Bonn

## Veröffentlichungen
- Abschied nehmen vom Leben : Erfahrungen mit Sterben, Tod und Trauer. Kreuz-Verlag, Stuttgart 2000; überarb. Neuauflage 2022, ISBN 978-3-7902-1761-2.
- Demokratische Grundwerte. Die Bedeutung der demokratischen Grundwerte für die Bundesrepublik Deutschland und den Einigungsprozess Europas. Eine Studie über die Deutschen Parteien und Kirchen seit der Grundwertedebatte von 1976. Dissertation, Bonn, 2004, OCLC: 1046426141
- WIR : die Zivilgesellschaft von morgen. Gütersloher Verlagshaus, Gütersloh, 2018, ISBN 978-3-579-08727-6.